# تری لورنتس
تری لورنتس (انگلیسی: Trey Lorenz؛ زادهٔ ۱۹ ژانویهٔ ۱۹۶۹) یک موسیقی‌دان اهل ایالات متحده آمریکا است. وی از سال ۱۹۸۸ میلادی تاکنون مشغول فعالیت بوده‌است.